# Vrhtrebnje
Vrhtrebnje je naselje v Občini Trebnje.
Vrhtrebnje je razloženo hribovsko naselje tik pod vrhom razglednega Trebnega vrha (581 m). V bližini naselja so številne obdelovalne površine, na katerih se goji koruza, pšenica, ječmen, v manjši meri  krompir, vrača pa se tudi ajda.
Po ustnem izročilu naj bi na tem kraju stal srednjeveški grad na Kunklnu, kar dokazujejo ostanki kamnov in ometa na katere naletijo pri oranju. Značilna za Vrhtrebnje je tudi gruča kozolcev pred vasjo, ki žal izgubljajo svojo osnovno funkcijo sušenja sena in žita in prevzemajo funkcijo shrambe kmetijskih strojev in silaže.
V vasi stoji cerkev sv. Jakoba, ki je bila zgrajena leta 1525, v zadnjih petnajstih letih pa je bila deležna temeljite prenove. V njej so vitraži, delo argentinskega Slovenca Marka Jermana, ki upodabljajo slovenske svetniške kandidate: Antona Martina Slomška, Friderika Barago, Janeza Frančiška Gnidovca, Antona Vovka in Lojzeta Grozdeta. Na pročelju cerkve je vgrajen doprsni kip nadškofa Alojzija Šuštarja, korske stranice krasijo tri slike akademskega slikarja Nikolaja Mašukova, glavni in levi stranski oltar sta bila restavrirana, desni stranski oltar pa na novo izdelan.
Na razgledni točki nad Vrhtrebnjem je zgrajeno kamnito obeležje z bronastim reliefom Slovenije na katerem so prikazani pomembnejši kraji v Sloveniji, višji vrhovi in potek 15. poldnevnika preko slovenskega ozemlja. Nad obeležjem 15. poldnevnika stoji lovski dom Lovske družine Trebnje, v bližini pa planinski dom Planinskega društva Trebnje. Na vrhu Trebnega vrha (581 m), ki je zaradi lahkega in hitrega dostopa precej obiskan, so trebanjski planinci postavili kovinsko skrinjico z vpisno knjigo in žigom.